# Partido Federalista de Montenegro
El Partido Federalista de Montenegro (serbocroata: Crnogorska federalistička stranka , Црногорска федералистичка странка , CFS), a veces conocido simplemente como el Partido de Montenegro, fue un partido político de Montenegro en el Reino de Yugoslavia que defendía la preservación de la autonomía de Montenegro y una Yugoslavia federal descentralizada . Persiguió la ideología de los Verdes que perdieron el Levantamiento de Navidad, pero de manera pacífica y democrática. Su líder más conocido fue Sekula Drljević.

## Ideología
El Partido Federalista de Montenegro reunió inicialmente a nacionalistas montenegrinos, verdes, partidarios de la destronada dinastía Petrović-Njegoš y opositores a la pérdida del estado montenegrino. Sin embargo, poco después de su formación, el partido se dividió en dos facciones. La primera facción reunió a realistas, en su mayoría políticos conservadores mayores que sirvieron para el rey Nicolás I y querían la restauración de la independencia de la monarquía montenegrina. 
La segunda facción, dirigida por Mihailo Ivanović y Savo Vuletić, aceptó la unificación de los eslavos del sur, pero se opuso a la centralización y defendió el federalismo. Esta facción federalista incluía el grupo dirigido por Sekula Drljević, que luego se dividió en una tercera fracción y se volvió gradualmente más extremista, lo que finalmente llevó a su cooperación con Ustacha.
El bastión más importante del partido federalista montenegrino estaba en Katunska nahija, una región montañosa del Viejo Montenegro que incluía a Cetiña, Njeguši, Ćeklići, Bjelice, Cuce, Ozrinići, Rudine, Grahovo, Pješivci, Zagarač y Komani. Esta región tenía la mayor proporción de separatistas montenegrinos y opositores a la anexión de Montenegro a Yugoslavia, y fue objeto de represión por parte del gobierno real. El partido también contó con un apoyo notable en Crmnica y Riječka nahija.

## Historia

### Años posteriores (1923-1929)
Después de la abolición de las entidades históricas divisionales en 1922, cuando la mayor parte de Montenegro se convirtió en parte del Óblast de Zeta, Sekula Drljević y otros partidarios destacados del destronado rey montenegrino en el exilio Nicolás I se reunieron y organizaron un partido político para perseguir sus objetivos de una autonomía montenegrina distinta para su preservación dentro de la monarquía yugoslava, centrada en la federalización del estado. El partido buscó una forma pacífica de resolver la cuestión nacional montenegrina, contrariamente a los Verdes más radicales que utilizaron guerra de guerrillas tras el Levantamiento de Navidad. 
El Partido Federalista de Montenegro expresó gradualmente su apoyo al autoproclamado Ejército montenegrino en el exilio, y sus miembros llenaron las filas del partido después de que los Verdes se disolvieron oficialmente en 1926. El Partido Federalista de Montenegro se presentó a las elecciones en 1923 con una campaña para promover los intereses montenegrinos dentro del nuevo estado. Los federalistas ocuparon el segundo lugar en las elecciones, con solo 228 votos menos que el Partido Radical del Pueblo. En las próximas elecciones celebradas en 1925, el Partido Federalista de Montenegro quedó primero. El partido se estableció oficialmente en el congreso celebrado el 4 de octubre de 1925, cuando también se adoptó el programa del partido. Durante sus primeros años, los federalistas montenegrinos cooperaron con el Partido Comunista de Yugoslavia, con objetivos comunes de federalización y obtención de la autonomía para Montenegro. Los dos partidos se presentaron en coalición en las elecciones locales de 1926. En 1927, el Partido Federalista de Montenegro acordó una coalición con el Partido Campesino de Croacia. Posteriormente, el partido se unió al Partido Campesino Croata y al Partido Democrático Independiente en la Coalición Campesina-Demócrata y se convirtió en un miembro menor de la coalición.

### Dictadura y radicalización (1929-1939)
En 1929, el rey Alejandro estableció una dictadura, cambiando oficialmente el nombre del país a Reino de Yugoslavia. Todos los partidos políticos fueron prohibidos y los federalistas montenegrinos cooperaron con los comunistas e incluso planearon una insurgencia armada contra el régimen.
Sin embargo, después del asesinato del rey en Marsella en 1934, el nuevo gobierno quería la pacificación, por lo que rehabilitaron y liberaron a la ex rebelde verde encarcelada Novica Radović, quien se convirtió en la principal ideóloga del Partido Federalista de Montenegro. El partido señaló que Montenegro perdió injustamente su independencia a causa de Serbia y los Aliados, y afirmó que Montenegro, en lugar de Serbia, era el líder entre los yugoslavos y apeló al estado histórico montenegrino. En 1938, el partido se unió a la Oposición Unida, estrechamente asociado con Vladko Maček, que unió a toda la oposición yugoslava empeñada en establecer una sociedad más democrática. Poco a poco, el Partido Federalista de Montenegro se volvió más radical y se distanció de sus puntos de vista originales, convirtiéndose en partidario de un Montenegro independiente y promotor del nacionalismo montenegrino extremo. Posteriormente se volvió mucho más radical en sus actividades y se asoció principalmente con el Partido de los Derechos de Croacia, y mucho más raramente con la oposición serbia. El Partido montenegrino se mantuvo en oposición a todas las demás fuerzas yugoslavas después del Acuerdo Cvetković-Maček en 1939 y anticipó la Segunda Guerra Mundial como una forma de obtener el poder.

### Segunda Guerra Mundial, colaboración y disolución (1939-1945)
Después de la Operación 25 y la ocupación de Yugoslavia por las fuerzas del Eje, el Partido Federalista de Montenegro se ofreció a colaborar con los fascistas italianos, exigiendo un "Gran Montenegro" desde el río Neretva en Herzegovina hasta Mata en Albania; también incluiría Metohija y Sandžak. Un "Reino de Montenegro" mucho más pequeño fue proclamado en la Asamblea del Día de San Pedro el 12 de julio de 1941, y los nazis favorecieron relativamente más las reivindicaciones territoriales de los ustaše y los albaneses. El nieto y sucesor de Nicolás como heredero al trono, el príncipe Miguel de Montenegro, fue invitado a ser su rey y jefe de Estado, pero se negó enérgicamente alegando que no cooperaría con los nazis. El Montenegro restaurado perdió Metohija y sus tierras orientales ante la Gran Albania, pero logró ganar la parte serbia de Sandžak. Todos los demás partidos políticos fueron ilegalizados y se proclamó una dictadura bajo Sekula Drljević bajo protección italiana. Varios miembros del partido, encabezados por Novica Radović, se opusieron a esta decisión porque no se aceptaron las reivindicaciones territoriales y no se restableció la dinastía Petrović-Njegoš.
El partido se dividió en dos facciones, la más extremista se opuso a las nuevas fronteras estatales de Montenegro, especialmente con respecto a Albania, y reclamó el territorio de la Bahía de Kotor. Esta ala tenía vínculos hasta cierto punto con los partisanos comunistas, para ayudar en una rebelión contra los italianos y Ustacha en la bahía de Kotor, así como cuando se necesitaba ayuda para defenderse de los chetniks colaboracionistas realistas, que lograron obtener más control en Montenegro, y con quienes los partisanos estaban en una guerra civil. 
Solo un día después de que se proclamara el estado títere de Montenegro, los partisanos organizaron el Levantamiento del 13 de julio y el Ejército Federalista de Montenegro se exilió. Se reorganizó en Zagreb, el Estado Independiente de la capital de Croacia, como el Consejo de Estado de Montenegro con el objetivo de crear finalmente un estado nacional grande e independiente del pueblo montenegrino. Se asoció con Ustacha y ayudó a su régimen. 
En 1945, el Partido Federalista de Montenegro formó su propio Ejército Popular de Montenegro a partir de ex chetniks dirigidos por Pavle Đurišić, quien rompió su lealtad a Draža Mihailović y quería retirarse a Eslovenia a cambio del reconocimiento nominal del movimiento de Drljević. Sin embargo, esta alianza entre Drljević y Đurišić duró poco y terminó con la batalla del campo de Lijevče entre las tropas de Ustaše y Đurišić. Con la inminente victoria aliada en 1945, el partido se dispersó y se retiró con otros colaboradores del Eje a fines de 1945 después de que su propio ejército montenegrino se volviera contra él.